# Garona
Garona (katalonsko in okcitansko Garona /garunɵ/, francosko Garonne) je 575 km ali 647 km (odvisno od izvira) dolga reka, ki teče po ozemlju Francije in Španije od osrednjih španskih Pirenejev do estuarija Gironde v francoskem pristanišču Bordeaux.

## Izvor imena
Ime reke (antična Garumna) izhaja iz akvitanske besede *kharr- v pomenu 'čer', 'skala', in končnice -unn-, -onna v pomenu 'vir', 'reka'. Ta je v številnih imenih rek zahodne Evrope (npr. Sena, Saona).

## Geografija
Garona izvira v španskih Pirenejih, v dolini Val d'Aran pod masivom Maladeta, se usmeri na severozahod ter pri kraju Fos priteče na francosko ozemlje. Ko zapusti Pireneje, se pri Gourdan-Polignanu preusmeri in teče proti severovzhodu vse do Toulousea, kjer se zopet usmeri na severozahod do Bordeauxa. Za njim skupaj z reko Dordogne tvorita širok estuarij Gironde, ki se izliva v Biskajski zaliv.

### Izviri
Uradno je izvir Garone v dolini Aran v španskih Pirenejih, čeprav so kot pravi izvir predlagane še tri različne lokacije: Uelh deth Garona na Plan de Beret (42°42′34″N 0°56′43″E / 42.709494°N 0.945398°E), Ratera-Saboredo 42°36′26″N 0°57′56″E / 42.607295°N 0.965424°E) ali pobočja Pico de Aneto na planoti Salterillo-Barrancs 42°38′59″N 0°40′06″E / 42.6498°N 0.6683°E glede na sezono
Uelh deth Garona na 1862 metrih nadmorske višine že tradicionalno velja za izvir Garone. Od tega trenutka potok (imenovan Beret-Garona) poteka 2,5 kilometra do dna glavne zgornje doline Garone (doline Aran). Reka teče še približno 38 kilometrov do francoske meje pri mostu Pont de Rei, skupno 40,5 kilometra.
Krnica Ratera-Saboredo je izvir zgornje doline Garone, njeno zgornje jezero na 2600 metrih nadmorske višine pa je izvir reke Ruda-Garona, ki teče 16 kilometrov do sotočja z potokom Beret-Garona in še 38 kilometrov do francoske meje na Pont de Rei, skupaj 54 kilometrov. Ob sotočju ima Ruda-Garona pretok vode 2,6 kubičnih metrov na sekundo . Številni raziskovalci so kot izvir Garone navedli krnico Ratera-Saboredo .
Tretja teza govori o tem, da se reka dviga na pobočju Pico de Aneto na 2300 metrih nadmorske višine in teče v vrtačo, znano kot Forau de Aigualluts (42°40′00″N 0°40′01″E / 42.6666°N 0.6669°E) skozi apnenec Tuca Blanca de Pomèro in pride na dan v Val dera Artiga nad dolino Aran v španskih Pirenejih . To podzemno pot je leta 1787 predlagal geolog Ramond de Carbonnières, vendar potrditve ni bilo do leta 1931, ko je jamar Norbert Casteret v tok natočil fluorescentno barvilo in ga opazil nekaj ur pozneje pri Uelhs dethu Joèu ('Joueove oči' 42°40′51″N 0°42′28″E / 42.68092°N 0.7077°E) v Artigi de Lin na drugi strani gore. Od Aiguallutsa do sotočja z glavno reko ob dnu zgornje doline Garone na 800 m nadmorske višine je Joèu pretekel 12,4 kilometra, da bi prišel do francoske meje s pretokom vode 2,16 kubičnih metrov na sekundo, medtem ko glavna reka prenaša 17,7 kubičnih metrov na sekundo.
Kljub pomanjkanju univerzalnega dogovora glede opredelitve izvira potoka, se ameriški geološki zavod, National Geographic Society in Smithsonian Institution strinjata, da je treba izvir potoka obravnavati kot najbolj oddaljeno točko (po vodotokih od ustja reke) v porečju, iz katerega teče voda.
Krnica Ratera-Saboredo je »najbolj oddaljena točka v porečju, iz katerega teče voda« in torej izvir Garone, po podatkih ameriškega geološkega zavoda, National Geographic Society in soglasju Smithsonian Institution ob določitvi izvira potoka.

### Potek
Garona sledi dolini Aran proti severu v Francijo, teče preko Toulousa in Agena proti Bordeauxu, kjer se zlije v ustje Gironde. Gironda se izliva v Atlantski ocean (Biskajski zaliv). Na svoji poti se Garoni pridružijo še tri večje reke: Ariège, Tarn in Lot. Takoj za Bordeauxom se Garona pri Bec d'Ambès sreča z Dordogno in tvori ustje Gironde, ki se po približno 100 kilometrih konča v Atlantskem oceanu. Druga večja pritoka sta še Save in Gers.
Garona je ena redkih rek na svetu, ki ima plimski val. Surfarji in smučarji na valovih bi se lahko peljali valu plimovanja vsaj do vasi Cambes, 120 kilometrov od Atlantika in še dlje navzgor proti Cadillacu, čeprav se val pojavi in izgine kot odziv na spremembe batimetrije v kanalu. V letih 2010 in 2012 so bile na kanalu Arcins Garonne med otokom Arcins in desnim bregom v bližini mesta Lastrene izvedene nekatere podrobne terenske študije. Presenetljiva značilnost podatkovnih nizov so bila velika in hitra nihanja turbulentnih hitrosti in turbulentnih napetosti med plimskim valom in pretokom.

### Ohranjanje atlantskega jesetra
Atlantski jeseter (Acipenser sturio) ima zdaj status skrajno ogrožene vrste po IUCN. Ta vrsta jesetrov lahko doseže dolžino 6 m, tehta do 400 kg in živi do 100 let. Prej so jih našli na večini evropskih obal, zdaj pa so postali tako redki, da se drstijo samo v porečju reke Garone v Franciji. V teku so ohranitveni projekti za reševanje te ribe pred izumrtjem z vnosom osebkov iz ribogojnic, pri čemer so bili prvi vnosi opravljeni leta 1995. 

### Porečje
| - Pique - Ourse - Neste - Salat | - Volp - Arize - Louge - Ariège | - Touch - Save - Gimone - Hers-Mort | - Tarn - Arrats - Gers - Baïse | - Lot - Dropt - Ciron - Gat mort | - Devèze - Jalle de Blanquefort |

## Plovnost
Garona ima pomembno vlogo v ladijskem prometu po celinskih plovnih poteh. Reka ne omogoča le, da morska plovila pridejo do pristanišča v Bordeauxu, ampak je tudi del Canal des Deux Mers, ki povezuje Sredozemsko morje in Atlantski ocean.
Od oceana gredo ladje skozi estuarij Gironde do ustja Garone (desno od Dordogne, ko plujejo po reki navzgor). Ladje nadaljujejo ob plimski reki Garoni vse do Pont de Pierre (kamniti most) v Bordeauxu. Notranja plovila nadaljujejo plovbo do Castets-en-Dorthe, kjer se reki pridruži Canal de Garonne, tudi Canal latéral de la Garonne. Pred gradnjo tega kanala, med letoma 1838 in 1856, so ladje s plitkim vlekom uporabljale Garono samo do Toulousa. Vendar je bila plovba po zgornji reki zelo negotova, zato ta del reke ni več ploven. Namesto tega se stranski kanal speljali skozi 53 zapornic v mesto Toulouse, kjer se sreča s kanalom Canal du Midi.

## Hidrografija
Gorvodni del reke, nad Toulousom, je odvisen predvsem od snega in taljenja snega. Spodnji / dolvodni del se napaja z dežjem, pa tudi s pritoki.
Garona pa napaja tudi več prekopov:
- Prekop Saint-Martory – ta iz reke odvzame 10 m3 / s; [28]
- Canal Latéral à la Garonne - z dotokom vode v Toulousu po prekopu Brienne.

## Poplave Garone
Poplava Garone iz leta 1930 je nastala zaradi uničenja nasipa v Thivrasu (Marmande).
V Toulousu je bila Garona pogosto vzrok številnih poplav, še posebej, ker je njen levi breg naseljen.
Najstarejši zapisi o poplavah so iz okoli leta 1177. Zabeleženo je tudi, da so bile poplavile leta 1220, 1258, 1430, 1523, 1536 in leta 1589, 1608, 1658, 1673, 1675, 1709, 1712, 1727, 1750, 1772, 1788 , 1804 in 1810. Leta 1772 je Garona dosegla 8,5 m. V zadnjih stoletjih so bile večje poplave 1827, 1835, 1855 in 1856/7, 1875, 1890 v novejšem obdobju pa leta 1900, 1905, 1927, 1952, 1977, 2000 in 2004.
Leta 1827 se je vodostaj Garone v Toulousu dvignil 4 m nad običajno gladino in napolnil loke mostov Pont de Pierre in Pont Neuf.

### Upravne enote in kraji
- Val d'Aran (Španija): Vielha
- Haute-Garonne: Saint-Béat, Montréjeau, Saint-Gaudens, Cazères, Carbonne, Muret, Portet-sur-Garonne, Toulouse
- Tarn-et-Garonne: Castelsarrasin
- Lot-et-Garonne: Agen, Marmande
- Gironde (33) : La Réole, Saint-Macaire, Langon, Cadillac, Podensac, Villenave-d'Ornon, Bègles, Bordeaux, Floirac, Cenon, Lormont, Blaye, Le Verdon-sur-Mer
- Charente-Maritime: Royan